# Здењек Неједли
Здењек Неједли (Литомишл, 10. фебруар 1878 — Праг, 9. март 1962) био је чешки музиколог, музички критичар, аутор и политичар чије су идеје доминирале културним животом земље која је данас Чешка, већим делом двадесетог века. Иако је 1901. године почео тек да даје прегледе опера у прашким новинама, његов је статус у међуратном периоду порастао вођен пре свега социјалистичким политичким ставовима. Ова комбинација левичарске политике и културалног вођства учинила га је централном личношћу у раним годинама Чехословачке социјалистичке републике након 1948. године, где је постао први министар културе и образовања. На овом положају био је одговоран за стварање државног образовног програма и био је повезан са протеривањем универзитетских професора у раним педесетим годинама.

## Биографија

### Рани живот и каријера
Син источно-бохемијског композитора и педагога Романа Неједлија (1844−1920), Здењек Неједли је имао срећу да се роди у Литомишлу, историјском родном месту композитора Беджиха Сметане, такозваног "оца чешке музике" и значајне фигуре чешког покрета националног препорода из деветнаестог века. Неједлијево формално музичко образовање започело је са Јосефом Штастнијем у гимназији Литомишл (1888–1896), заједно са наставом из чешке историје. 1896. преселио се у Праг да би студирао на Карловом универзитету, где је присуствовао предавањима из позитивистичке историје код Јарослава Гола и музичке естетике код Отакара Хостинског, да би коначно докторирао 1900. Хостински, велики заговорник Сметанине музике, предложио је Неједлију да проучава композицију и теорију музике са својим истомишљеником Здењеком Фибихом, чија су личност и укуси дубоко утицали на његовог младог ученика. Иако су његове прве публикације биле посвећене чешкој историја, након Фибихове смрти 1900. године Неједли се посветио музикологији; био је аутор монографије под насловом Зденко Фибих, оснивач сценске мелодраме, 1901. године, као први покушај добијања већег признања за свог ментора. Да су ови напори били усмерени против музичког естаблишмента у Прагу (за кога је сматрао да је жртвовао Сметану, Фибиха и Хостинског), јасно је показао његов први напад на музичку критику исте године, у нападу на оперу Русалка Антоњина Дворжака кратко након премијере.
Ове фракцијске поделе надахњивале су Неједлија током целе његове каријере; на много начина био је лично одговоран за њихово овековечење за будуће генерације. Његова Историја чешке музике из 1903. године повукла је јасне борбене линије између ученика Конзерваторијума Дворжака и наследника Сметане, укључујући композиторе Јосефа Бохуслава Ферстера, Отакара Острчила и Отакара Зиха, све личне Неједлијеве пријатеље у ставу према прашком естаблишменту. Током наредне деценије написао је много радова о музици, укључујући монографије о песми пре-Хусита (1904, 1907 и 1913), Сметанине опере 1908, Чешка модерна опера од Сметане (1911, искључујући Дворжака), Хостински (1907 и 1910), и Густав Малер (1913). 1908. године почео је да предаје музикологију на Карловом универзитету, формирајући круг посвећених младих колега који су укључивали Зиха и Владимира Хелферта.

### Полемике и међуратне године
Када су Неједлијеве музичке критике за прашке дневне новине постале неукусне у њиховој анти-конзерваторијумској пристрасности, њему и његовим следбеницима стрмоглаво је забрањено објављивање, што је приморало групу да оснују свој часопис Сметана, који је излазио шеснаест година, 1910–1927. Неједли је покренуо такозвану „аферу Дворжак“ (1911–1914), у којој је покушао да нападне наслеђе великог композитора; сви савремени уметници који су стали против њега (посебно 31 музичар који је потписао јавну петицију 1912. године) постали су фокус жестоких личних напада. Почевши од Витеслава Новака 1913. године, Неједли је тежио окончању каријере композитора који се нису слагали са његовим про-Сметана погледима на модерну традицију и друштвену одговорност: међу осталим значајним циљевима био је Јосеф Сук. У међувремену, ове тактике су се узвратиле ка Неједлијевим штићеницима, посебно Острчилу као директору прашког Народног позоришта и Зиху као модернистичком оперском композитору.
Након легализације Чехословачке комунистичке партије 1921. године, Неједли је постао један од њених најранијих и најотворенијих чланова. Изузев свог часописа Сметана, окренуо се часописима, као што је комунистички дневни лист Rudé právo и свој властити политички часопис Var (1921–30). У њима је критиковао међуратну Чехословачку Републику, њеног председника Томаша Гарига Масарика и разне друге вође; последње што је Var преузео била је одбрана опере Албан Берга Wozzeck, коју је Острчил продуцирао 1926. године. Његови бројни студенти музикологије били су међу главним критичарима у Прагу, настављајући његов рад у његово име. По затварању Var-а, његово главно бављење музиком укључивало је кратку полемику са композитором Новаком, и монографије о Острчилу (1935, у знак сећања на смрт његовог пријатеља), Народном позоришту (1936) и совјетској музици (1937).

### Ратни и послератни комунизам
Током нацистичке окупације Чешке, породица Неједли побегла је у Совјетски Савез, где је он наводно издалека помагао активности чешког отпора. У то време, његов син Вит Неједли (1912–45), чија је кратка каријера у Прагу била усредсређена на комунистичке комаде агитпропа и радничке зборове, био је укључен у чешку бригаду при Црвеној армији. Након завршетка рата (и смрти Вита од тифуса након битке код Дукла, јануара 1945), Здењек Неједли се вратио у Праг да учествује у послератној влади. У почетку је у Трећој републици Едварда Бенеша постављен за министра образовања, уметности и науке, али је то 1946. замењено за социјално осигурање. Након преузимања власти од комуниста („Фебруарска револуција“) 1948. године, вратио се у културу и образовање са појачаним овлашћењима, функцију коју је задржао до 1953. године. Ове кључне године применио се државни програм на свим нивоима образовања: његов ревизионистички став према чешкој историји добио је снагу закона. То је укључивало умањивање достигнућа нестале демократије као низа буржоаских трендова који су на крају наштетили друштву. То је била и Неједлијева прилика да промовише своју страст према Сметани и његовој „лози“, која је сада усвојена као државни закон. С тим последњим циљем ушао је у нову фазу ретроспективног издаваштва, са делима попут Историја мог Сметанизма, О чешкој култури, а посебно Комунисти - наследници велике напредне традиције чешке нације. Ова дела и посебно њихова идеологија задржана су, у једном или другом облику, у Чехословачкој Социјалистичкој Републици све до пада комунизма („Плишана револуција“) 1989. године. Као такво, Неједлијево име су најмање две генерације ученика повезивале са тоталитарном хегемонијом, од којих многи нису имали никакве везе са његовом музикологијом.

### Владимир Хелферт и Јосеф Хутер
После око две године комунистичке диктатуре,  Комунистичка партија Чехословачке је почела чишћење у сопственој странци као и бивших не-комунистичких противника, најпознатије по хапшењу и егзекуцији Рудолфа Сланског и Миладе Хоракове. Неједлију је ова атмосфера пружила прилику за сређивање старих рачуна у академској и музичкој заједници. Средином 1930-их, јавни напади Неједлија на уметнике као што је Леош Јаначек окренули су против њега многе од његових бивших присталица, нарочито Владимира Хелферта, чији је музиколошки рад надмашио рад његовог учитеља, и Јосефа Хутера. Када је Хелферт објавио значајну монографију Чешка модерна музика: студија чешког музичког стваралаштва (1936) која је укључивала оштар напад на идеолошку пристрасност у музичкој критици, Неједли је очекивао да ће се његови преостали следбеници клонити Хелферта и осудити публикацију. Хутер се јавно приклонио Хелферту. Током нацистичке окупације, нацисти су затворили обојицу: Хелферта за комунистички отпор (због чега је тешко мучен и умро у мају 1945.) и Хутера за продемократски отпор. После рата, Хутер се вратио на Карлов универзитет, али је протеран 1950. године и ухапшен због измишљених оптужби. Осуђен је на тридесет девет година затвора, али је одлежао само шест, пуштен је током амнестије. Здравље му је нарушено, Хутер је умро 1959. године, три године пре свог бившег учитеља.
Зденек Неједли је умро 9. марта 1962. године, а сахрањен је на Вишехрад гробљу при Вишехрад дворцу у Прагу, резервисаном за чешке хероје и значајне представнике чешке културе. Његов гроб је близу гроба Сметане, Острчила и његовог сина Вита.